# Minthotachina miscella
Minthotachina miscella là một loài ruồi trong họ Tachinidae.